# Andrzej Tomaszewski (typograf)
Andrzej Tomaszewski (ur. 11 czerwca 1948 we Wrocławiu) – polski drukarz, typograf, poligraf, publicysta.

## Życiorys
Ukończył Technikum Poligraficzne w Warszawie, następnie studiował bibliotekoznawstwo na Uniwersytecie Warszawskim i Uniwersytecie Wrocławskim.
W latach 1976–1979 kierował redakcją techniczną w Państwowym Instytucie Wydawniczym i zajmował się światłodrukiem w Zakładach Offsetowych RSW Prasa. W latach 1980–1982 kierownik pracowni graficznej oraz redakcji technicznej w Młodzieżowej Agencji Wydawniczej (w czasie stanu wojennego usunięty z MAW); 1982–1990 zecer w drukarni Andrzeja Zielińskiego; 1992–2000 projektant fontów w Apple Computer IMC Poland oraz w Publishing Institute w Warszawie. Do 2014 pracował w Centralnym Ośrodku Badawczo-Rozwojowym Przemysłu Poligraficznego.
Autor książek o tematyce drukarsko-edytorskiej, blisko 300 artykułów w prasie poligraficznej, wydawniczej i bibliologicznej oraz haseł do leksykonów i encyklopedii kilku wydawców. W różnym czasie członek kolegiów redakcyjnych czasopism, m.in.: „ProTypo”, „Macword”, „Poligrafika”, „Wydawca”, „Wiadomości Księgarskie”, „Images” i „Acta Poligraphica”. Redaktor książek, między innymi Adriana Frutigera Człowiek i jego znaki (Wydawnictwo Do, 2003).
Twórca opracowań graficznych 280 książek i czasopism dla ponad 40 wydawców, m.in. Biblioteki Narodowej, PIW, WNT, Krupski i S-ka, Trio, Wydawnictwa Naukowego UAM. Wielokrotnie wyróżniany za projekty typograficzne w konkursach i na targach książek.
Prelegent na kilkudziesięciu konferencjach i seminariach, także międzynarodowych. Gościnnie wykłada na uniwersytetach i uczelniach artystycznych. Juror kolekcji Polska książka artystyczna z przełomu XX i XXI wieku (2009) oraz konkursów wydawniczych, poligraficznych i graficznych. Indywidualne wystawy typografii (2008, 2009, 2018, 2019) w Krakowie, Warszawie, Katowicach, Gdańsku i Wrocławiu. Od 1981 członek Polskiego Towarzystwa Wydawców Książek, od 2015 roku wchodzi w skład Zarządu Głównego towarzystwa. Od 2014 komisarz konkursu PTWK „Najpiękniejsze książki roku”.
Laureat Nagrody Ministra Kultury i Dziedzictwa Narodowego (2008, 2013). Członek Honorowy GUST – Polskiej Grupy Użytkowników Systemu TeX. Odznaczony srebrnym medalem Zasłużony Kulturze „Gloria Artis”, medalem Zasłużony dla Polskiej Poligrafii przez Polską Izbę Druku oraz Srebrnym Krzyżem Zasługi za działalność na rzecz rozwoju i propagowania sztuki drukarskiej.

## Publikacje
- Andrzej Tomaszewski, Pismo drukarskie, Henryk Janowski (red.), seria: Inwentarium Wiedzy o Poligrafii., Wrocław: Zakład Narodowy im. Ossolińskich, 1989, ISBN 83-04-02519-1, OCLC 35404656. Brak numerów stron w książce
- Andrzej Tomaszewski, Leksykon pism drukarskich, Warszawa: Wyd. Krupski i S-ka, 1996, ISBN 83-86117-50-8, OCLC 45549109. Brak numerów stron w książce
- Funkcjonalizm w typografii, cz. I–VII, „Poligrafika” nr 12/1996–7/1997.
- Andrzej Tomaszewski, Zapiski książkoroba, Warszawa: Wydawnictwo Do, 2006, ISBN 83-85586-20-2, OCLC 749476794. Brak numerów stron w książce
- Dopisek do przypisów alias notek, Biblioteka Publiczna m.st. Warszawy, Warszawa 2008.
- Andrzej Tomaszewski, Giserzy czcionek w Polsce: poczet odlewaczy czcionek działających w dawnej Polsce oraz polskich za granicą, Warszawa: Wydawnictwo ogme.pl, 2009, ISBN 978-83-89236-26-5, OCLC 750531220 [dostęp 2019-03-02]. Brak numerów stron w książce
- Andrzej Tomaszewski, Szelest kart: bibliografia sentymentalna, Warszawa: Wydawnictwo ogme.pl, 2011, ISBN 978-83-89236-18-0, OCLC 802010182. Brak numerów stron w książce
- Andrzej Tomaszewski, Architektura książki dla wydawców, redaktorów, poligrafów, grafików, autorów, księgoznawców i bibliofilów, wyd. 2, Warszawa: Centralny Ośrodek Badawczo-Rozwojowy Przemysłu Poligraficznego, 2018, ISBN 978-83-930699-6-5, OCLC 778989830. Brak numerów stron w książce
- Andrzej Tomaszewski, Książka artystyczna a typografia, [w:] Małgorzata Komza, Ewa Jabłonska-Stefanowicz, Ewa Repucho, W poszukiwaniu odpowiedniej formy: rola wydawcy, typografa, artysty i technologii w pracy nad książką, Wrocław 2012, ISBN 978-83-229-3328-2, OCLC 944327805. Brak numerów stron w książce
- Leszek Markowski i inni, Angielsko-polski leksykon terminów poligraficznych, Warszawa: Centralny Ośrodek Badawczo-Rozwojowy Przemysłu Poligraficznego, 2013, ISBN 978-83-930699-2-7, OCLC 891240028. Brak numerów stron w książce
- Tomaszewski A., Szelest wtóry: bibliografia sentymentalna, Warszawa: Wydawnictwo ogme.pl, 2019, ISBN 978-83-89236-20-3.
- Marek-Łucka M., Tomaszewski A., Lit[t]era Romana. Antologia tekstów z czasopisma „Litera” (1966–1978), Warszawa: Wydawnictwo Polski-Japońskiej Akademii Technik Komputerowych, 2020, ISBN 978-83-953724-8-3.
- M. Machalski M. i inni, Typoteka – indeks polskich krojów pisma, Warszawa: 2020, www.typoteka.pl [dostęp 2021-06-21].
- Blachowski K. i inni, Poligrafia – sztuka, techniki, technologie, Warszawa: Centralny Ośrodek Badawczo-Rozwojowy Przemysłu Poligraficznego, 2021, ISBN 978-83-930699-4-1.